# هيدي فوس
هيدي فوس هي كاتبة سيناريو وكاتِبة وممثلة كندية، (و. القرن 20  م)، في عام 2001 فازت بجوائز الكوميديا الكندية تكريمًا لإنجازاتها في مجال الكتابة الكوميدية للبرنامج الكوميدي التلفزيوني الكندي هذه الساعة لها 22 دقيقة.

## وصلات خارجية
- هيدي فوس على موقع IMDb (الإنجليزية)
- هيدي فوس على موقع قاعدة بيانات الفيلم (الإنجليزية)